# Millry, Alabama
Millry là một thị trấn thuộc quận Washington, tiểu bang Alabama, Hoa Kỳ. Dân số năm 2009 là 586 người, mật độ đạt 30 người/km².